# Lojzo
Lojzo (Ľudový orchester jednoduchej zábavy obyvateľstva) – słowacki zespół grający folk-rock. Został założony w 1982 roku w Bratysławie. 
W 1985 roku formacja wydała swój debiutancki album pt. Lojzo, na którym znalazły się m.in. utwory „Na centrálnom trhovisku”, „Učiteľka chémie”, „My nie sme Taliani”, „Anča si drahá ako Volvo”. 
W 1987 roku grupa uplasowała się na 22. miejscu w głosowaniu Zlatý slavík (na miejscu 6. pośród zespołów słowackich). W 1998 r. zajęła 4. miejsce w słowackim Sláviku.
Grupa LOJZO ma na swoim koncie ponad 2 tys. koncertów, a sprzedała ponad 300 tys. nośników muzycznych.

## Dyskografia
Na podstawie materiału źródłowego.
- LOJZO (1985) LP
- My nič, my muzikanti (1987) LP
- Ticho po plešine (1989) LP, CD
- LOJZO IV (1991) LP, CD
- Laz Vegaz (1996) LP, CD
- Lojzo 2010 (2010) CD